# T.J. Rubley
Theron Joseph Rubley (Davenport, 29 novembre 1968) è un ex giocatore di football americano statunitense che ha giocato nel ruolo di quarterback nella National Football League (NFL) e nella Canadian Football League. Fu scelto nel corso del nono giro (228º assoluto) del Draft NFL 1992 dai Los Angeles Rams. Al college giocò a football alla Tulsa University.

## Carriera professionistica
Rubley fu scelto dai Los Angeles Rams nel nono giro del Draft 1992, non scendendo mai in campo nella sua stagione da rookie come terzo quarterback nelle gerarchie della squadra.
Nel 1993 Rubley disputò sette gare come titolare per i Rams. Dopo avere giocato sporadicamente con altre squadre della NFL, Rubley trovò il successo nella World League of American Football con i Rhein Fire per finire la carriera giocando brevemente con gli Hamilton Tiger-Cats e i Winnipeg Blue Bombers della CFL.

## Palmarès
- MVP offensivo della World League: 1

1997

## Statistiche
NFL
| Yard lanciate     | 1.377 |
| Touchdown         | 8     |
| Intercetti subiti | 7     |
| Passer rating     | 78,1  |